# Mauwaha
Mauwaha (en népalais : मौवाहा) est un comité de développement villageois du Népal situé dans le district de Saptari. Au recensement de 2011, il comptait 5 079 habitants.